# Chapelle Notre-Dame-du-Bouchet de Guchen
Pour les articles homonymes, voir chapelle Notre-Dame.
La chapelle Notre-Dame-du-Bouchet est un édifice religieux catholique située à Guchen, dans le département français des Hautes-Pyrénées en région Occitanie.

## Localisation
La chapelle est située dans le département français des Hautes-Pyrénées, en vallée d'Aure au nord-est du village de Guchen. En bordure de la voie communale menant à Grézian et au nord de la colline des Pouys surplombant les villages de la vallée.

## Historique
La chapelle de style roman a été édifiée sur les vestiges restants d’un hôpital construit au Moyen Âge par des Hospitaliers de l'ordre de Saint-Jean de Jérusalem comprenant une chapelle, un cimetière et des maisons.

La chapelle a été reconstruite au XXe siècle, en 1944 et 1945 sur les fondations de l’ancienne chapelle détruite lors de la Révolution en 1789.

## Architecture
La chapelle est un rectangle orienté sud-nord, prolongé par une abside semi-circulaire au nord et bordé à l'est par un clocher à deux baies ne comportant plus de cloche.

## Mobilier
La chapelle abritait une statue de la Vierge aujourd’hui disparue.

## Galerie de photos

Sélection de vues de la chapelle
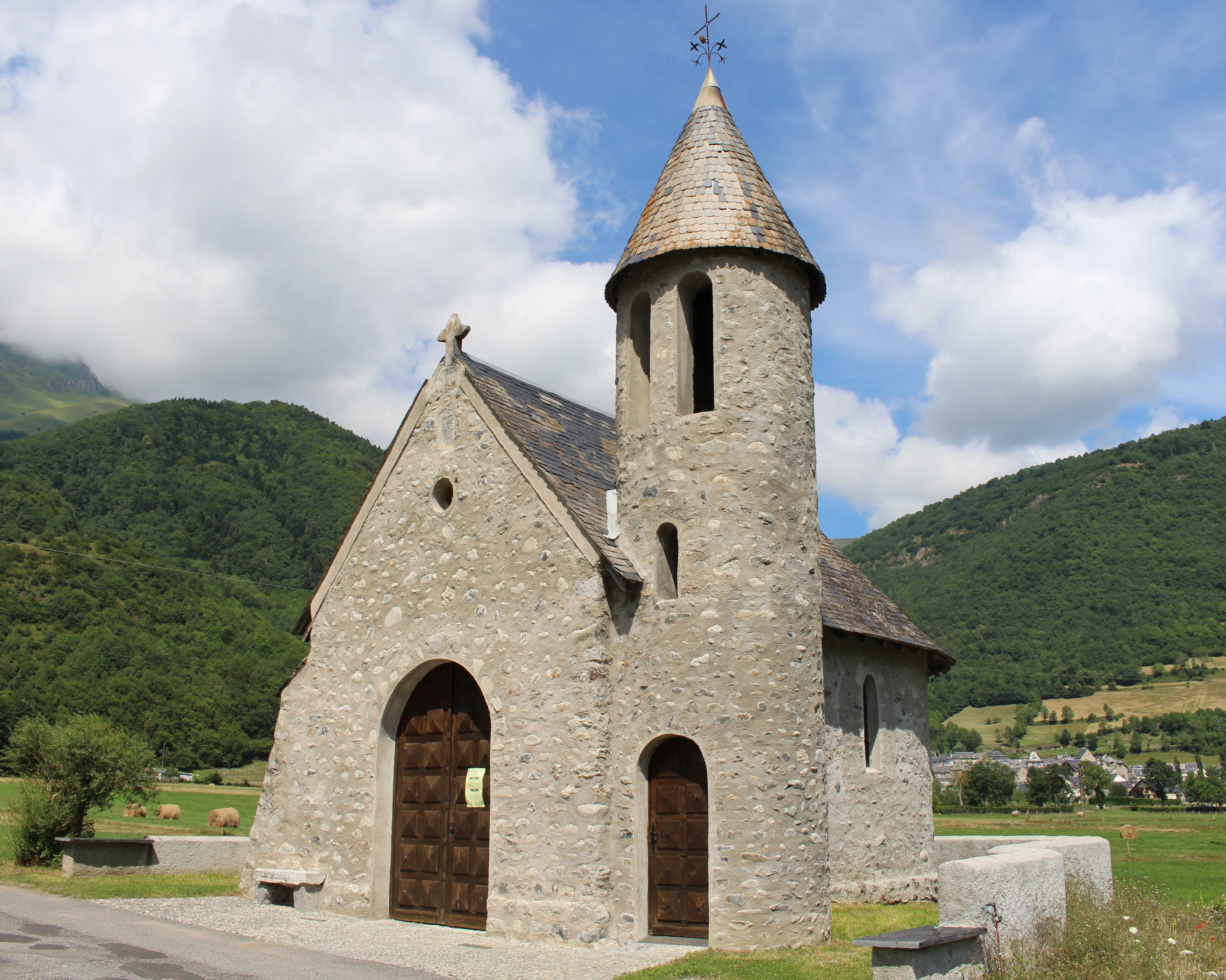
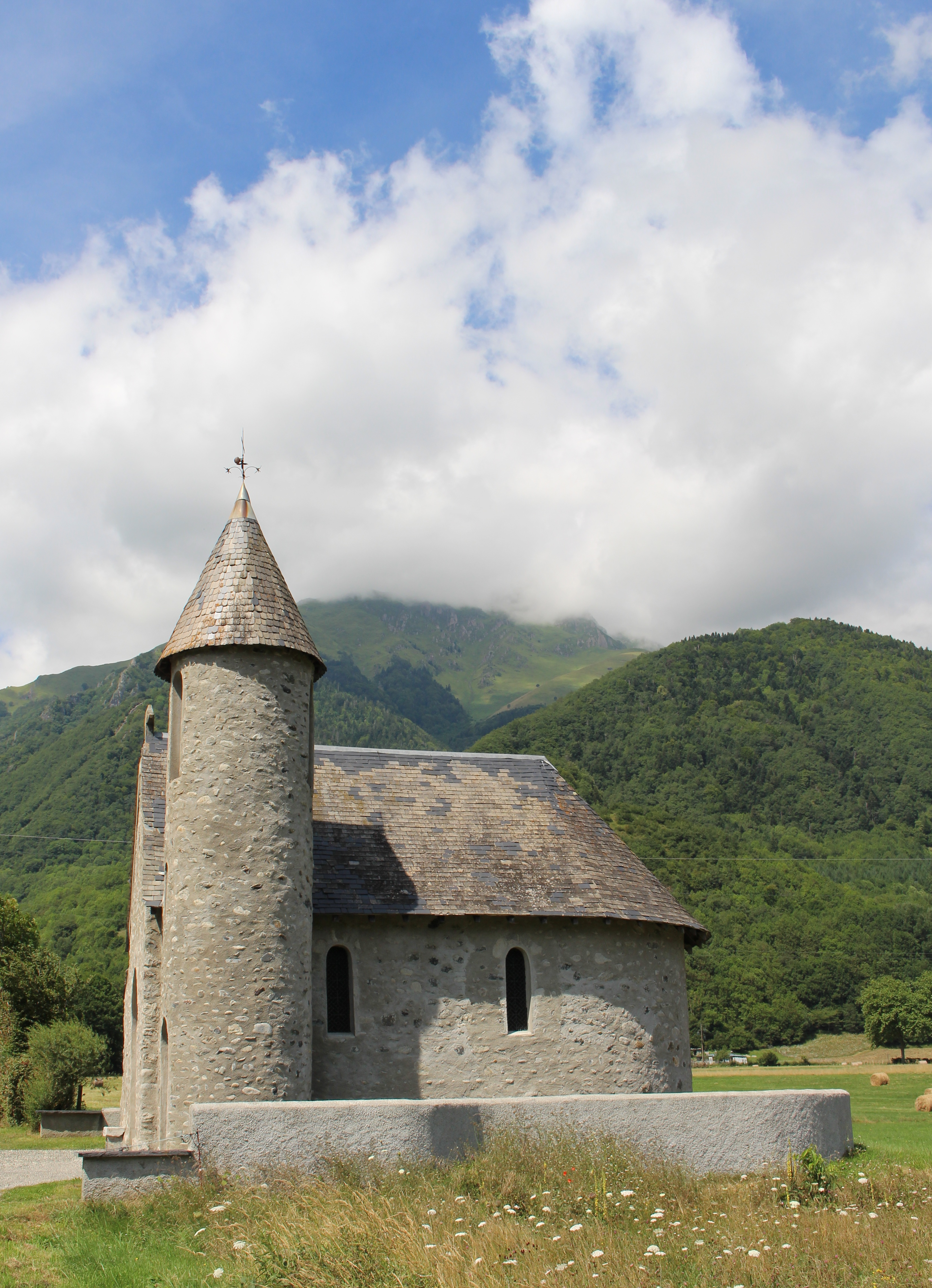
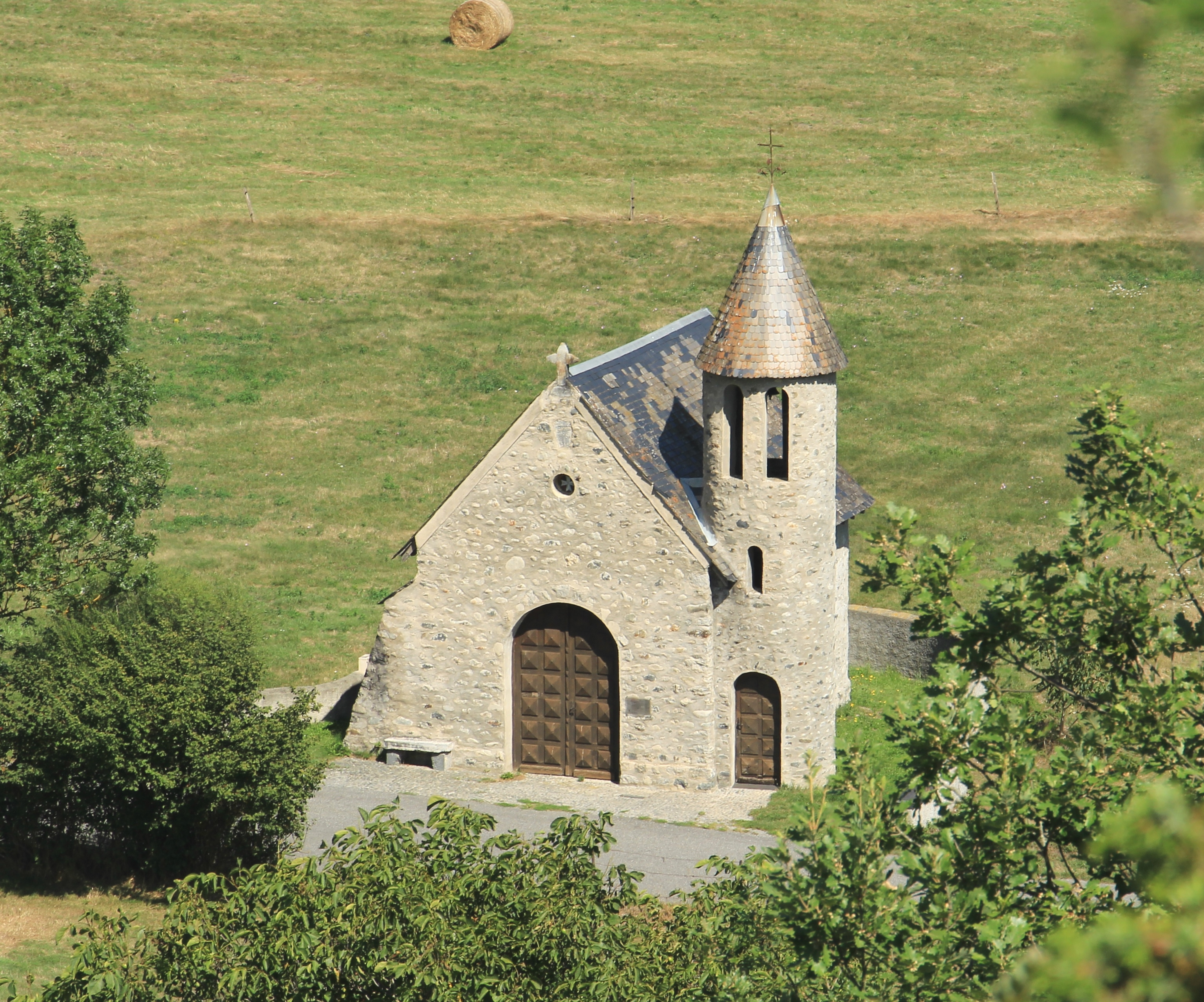